# Mélanie Thierry

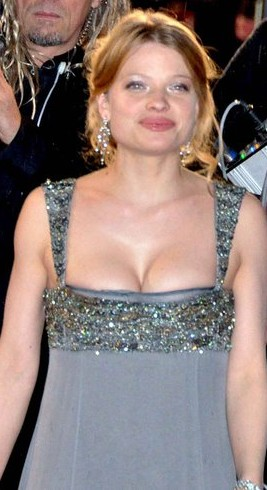
Mélanie Thierry, 2010

Mélanie Thierry (* 17. července 1981 Saint-Germain-en-Laye) je francouzská herečka a modelka.

## Život a kariéra
Od svých 13 let se objevovala v reklamách a televizi, kdy ji zastupovala agentura Boutchou. Později se stala se modelkou u agentury Karin a pózovala pro Hermès, fotografa Chica Bialase. Fotili ji i Paolo Roversi a Peter Lindbergh do Vogue Italia, Jean-Baptiste Mondino pro The Face, Bruno Aveillan do Double. Pózovala také pro kampaně Krizia v Elle USA a Opium YSL.
Navštěvovala kurz Jeana-Laurenta Cocheta a začala vystupovat v televizi a divadle. V roce 2010 obdržela Césara pro nejslibnější herečku za roli Magali v Le Dernier pour la route.
Od roku 2002 žije se zpěvákem Raphaëlem. Mají spolu syna, který se narodil v roce 2008.

## Filmografie

### Celovečerní filmy
- 1999: Quasimodo d'El Paris, režie Patrick Timsit: Esmeralda / Agnès
- 1999: La Légende du pianiste sur l'océan, režie Giuseppe Tornatore: La fille qui fait rêver 1900
- 1999: La Fête du cinéma 1999, režie Jean-Marie Dreujou
- 2000: Canone Inverso (making love), režie Ricky Tognazzi: Sophie Levi
- 2001: 15 août, režie Patrick Alessandrin: Julie
- 2002: Jojo la frite, režie Nicolas Cuche: Camilla
- 2003: Passages, režie Colas Rifkiss a Mathias Rifkiss: Hannah
- 2005: Ecorchés, režie Cheyenne Caron: Léa / Noémie
- 2006: Pardonnez-moi, režie Maïwenn: Nadia
- 2007: Chrysalis, režie Julien Leclercq: Helena & Manon
- 2008: Babylon A.D., režie Matthieu Kassovitz, adaptace románu Babylon Babies Maurice Danteca: Aurora
- 2008: Largo Winch, režie Jérôme Salle: Léa
- 2009: Je vais te manquer, režie Amanda Sthers
- 2009: Le Dernier pour la route, režie Philippe Godeau
- 2010: L'Autre Dumas, režie Safy Nebbou: Charlotte Desrives
- 2010: La Princesse de Montpensier, režie Bertrand Tavernier: Marie de Montpensier
- 2011: Impardonnables režie André Téchiné: Alice
- 2011: La vitesse du passé, režie Dominique Rocher: Margot
- 2012: Comme des frères režie Hugo Gélin: Charlie
- 2012: Ombline režie Stéphane Cazes: Ombline
- 2013: L'Autre vie de Richard Kemp režie Germinal Alvarez
- 2013: Pour une femme režie Diane Kurys

### Televize
- 1996: L'Amerloque režie Jean-Claude Sussfeld: Henriette
- 1997: Docteur Sylvestre (D'origine Inconnue) režie Dominique Tabuteau: Julie
- 1997: Des gens si bien élevés režie Alain Nahum: Agathe
- 1997: Parisien tête de chien režie Christiane Spiero: Chantal
- 2003: Charles II: The Power and the Passion (BBC), režie Kate Harwood (aux États-Unis The Last King): Louise de Kéroualle
- 2004: L'Enfant de l'aube režie Marc Angelo: Camille
- 2005: Fête de famille, režie Lorenzo Gabriele: Betty
- 2005–2006: Merci, les enfants vont bien (série 1–2): Isis
- 2012: Henry V režie Thea Scharrock

## Divadlo
- 2001: Crime et châtiment, režie Robert Hossein, Théâtre Marigny
- 2006: Le Vieux Juif blonde, Amanda Sthers, režie Jacques Weber, Théâtre des Mathurins
- 2009: Baby Doll, Tennessee Williams, režie Benoît Lavigne, Théâtre de l'Atelier